# Internationale Hugo-Wolf-Akademie
Die Internationale Hugo-Wolf-Akademie für Gesang · Dichtung · Liedkunst e. V. (IHWA) ist ein gemeinnütziger Verein mit Sitz in Stuttgart, der regelmäßig Konzerte und Meisterkurse im Großraum Stuttgart veranstaltet und alle zwei Jahre den Internationalen Wettbewerb für Liedkunst ausrichtet.

## Ziel
Hugo Wolf und sein umfangreiches Liedschaffen stehen im Zentrum der Arbeit der Internationalen Hugo-Wolf-Akademie. Darüber hinaus werden Liedkunst, Gesang und Dichtung aber in zahlreichen Facetten und durch alle Epochen beleuchtet.
Die Internationale Hugo-Wolf-Akademie für Gesang · Dichtung · Liedkunst e. V. bietet ein regelmäßiges Konzertangebot im Großraum Stuttgart an. Sie veranstaltet sowohl große Konzerte u. a. im Württembergischen Staatstheater Stuttgart mit international gefragten Interpreten wie Waltraud Meier, Michael Volle, Bernarda Fink oder Robert Holl als auch kleinere Konzerte mit jungen Nachwuchskünstlern. Damit knüpft die Internationale Hugo-Wolf-Akademie an die von Hermann Reutter begründete Tradition an, junge Interpreten zu fördern.
Des Weiteren widmet sich die IHWA der Musikvermittlung. Kinderkonzerte, Workshops an Schulen und Konzerteinführungen sollen den Zuhörern jeder Altersklasse den Zugang zum Kunstlied erleichtern. In der „Stuttgarter Meisterklasse für Lied“ geben verschiedene Dozenten ihr Wissen an angehende Liedsängerinnen und -sänger weiter und gewähren dem Publikum einen Einblick in die Kunst des Liedgesangs. Dozenten waren bislang u. a. Elisabeth Schwarzkopf, Dietrich Fischer-Dieskau, Hans Hotter, Peter Schreier und Birgid Steinberger.
Einen dritten Arbeitsschwerpunkt bildet der Internationale Wettbewerb für Liedkunst.

## Hugo-Wolf-Medaille
Seit 2008 verleiht die Internationale Hugo-Wolf-Akademie die Hugo-Wolf-Medaille an Künstler, die sich um das Lied im Allgemeinen und das Werk von Hugo Wolf besonders verdient gemacht haben. Die Medaille wurde 2008 zum ersten Mal an Dietrich Fischer-Dieskau verliehen. 2010 wurde Christa Ludwig mit der Medaille ausgezeichnet, 2011 Peter Schreier, 2013 Brigitte Fassbaender, 2014 Graham Johnson, 2015 Elly Ameling.
Im Jahre 2017 wurde die Hugo-Wolf-Medaille an das Liedduo Thomas Hampson und Wolfram Rieger verliehen. 2019 erhielt die Medaille Gundula Janowitz.

## Geschichte
Die Internationale Hugo-Wolf-Akademie für Gesang · Dichtung · Liedkunst e. V. geht auf einen Kreis von Liebhabern des Lieds und der Gesangskunst zurück, den Hugo Faißt, ein Stuttgarter Rechtsanwalt und enger Freund Wolfs, 1894 um sich versammelte. 1898 gründete Hugo Faißt in Stuttgart einen Hugo-Wolf-Verein, der bis zum Tod des Komponisten am 22. Februar 1903 Liederabende, Orchester- und Kirchenkonzerte veranstaltete und Wolfs Oper Der Corregidor unterstützte.
Am 7. November 1967 startete Hermann Reutter, Komponist und ehemalige Direktor der Staatlichen Hochschule für Musik und Darstellende Kunst Stuttgart, einen Aufruf zur Gründung einer Internationalen Hugo-Wolf-Gesellschaft. Der Stuttgarter Verein sollte die deutsche Zweigstelle einer 1931 in New York u. a. von Thomas Mann, Thornton Wilder und Darius Milhaud gegründeten International Hugo Wolf Society werden. Wichtigstes Gründungsziel des Stuttgarter Vereins war die Aufführung selten gehörter Werke nicht nur von Hugo Wolf, sondern auch von anderen Liedkomponisten. Zum Gründungskomitee gehörten u. a. der Dirigent Ferdinand Leitner, der damalige Intendant der Stuttgarter Oper Walter Erich Schäfer und der Komponist Carl Orff.
Nach Hermann Reutters Tod übernahm Hartmut Höll 1985 die künstlerische Leitung des Vereins. Er erweiterte das Profil des Vereins durch die Einbeziehung von gesprochenem Wort und Dichtkunst, durch die Veranstaltung von Meisterkursen und dem Internationalen Wettbewerb für Liedkunst und durch die Herausgabe zahlreicher Publikationen zu der Internationalen Hugo-Wolf-Akademie.
2007 gab Hartmut Höll die Leitung ab und ihm folgte Francisco Araiza, Professor für Gesang an der Staatlichen Hochschule für Musik und Darstellende Kunst Stuttgart, gemeinsam mit Ingo Dannhorn und Mathias Spohr. Seit Sommer 2009 liegt die Künstlerische Leitung der IHWA in den Händen des Künstlerischen Beirats, der sich aus herausragenden Vertretern des Kunstliedes sowie Repräsentanten des Internationalen Konzertlebens und der Wissenschaft zusammensetzt. Der Künstlerische Beirat steht gemeinsam mit der Geschäftsführung und dem Vorstand für den Erhalt der gesetzten Ziele und Werte ein und gestaltet das Programm der IHWA. Die Stadt Stuttgart förderte die Arbeit der IHWA 2004 und 2005 mit einem Zuschuss von jeweils 134.500 Euro.

## Einspielungen
- Hugo Wolf: Italienisches Liederbuch. (Fassung für Kammerorchester, 2006). Mit JaeEun Lee, Colin Balzer, Hartmut Höll u. a.
- Eduard Mörike in Vertonungen unserer Zeit. (2005). Mit Christoph Prégardien, Markus Schäfer, Antoine Tamestit, Markus Hadulla, Hartmut Höll, Dieter Kurz (Leitung) u. a.
- „Nachtigallengesang“ · Eduard Mörike in Vertonungen seiner Zeit. (2004). Mechthild Bach (Sopran), Württembergischer Kammerchor, Dieter Kurz (Leitung).
- Peter Härtling. Ein Portrait in Gedichten und Liedern. (2003). Mit Peter Härtling, Auryn Quartett, Risako Kurosawa, Markus Schäfer, Markus Hadulla, Hartmut Höll, Dieter Kurz (Leitung).
- Hugo Wolf: Ausgewählte Lieder. (2003). Bernhard Berchtold (Tenor), Anne Le Bozec (Klavier).
- Hugo Wolf: Die Chöre mit Orchester. (1996). Mit Württembergischer Kammerchor, Ensemble Stuttgart, Alison Browner, Kathrin Koch, Christian Beller, Dieter Kurz (Leitung).
- Hugo Wolf: Ausgewählte Goethe-Lieder. (1995). Mit Locky Chung, Markus Hadulla, Stephan Genz, Claarter Horst.
- Hugo Wolf und Manuel Venegas: Lieder aus dem „Spanischen Liederbuch“. (1999). Mit Mitsuko Shirai, Cornelius Hauptmann, Oliver Widmer, Württembergischer Kammerchor, Dieter Kurz (Leitung) u. a.

## Publikationen (Auswahl)
- Hugo Wolfs Briefe an Hugo Faißt. Vollständige und kritisch überarbeitete Neuedition
- Hugo Wolf in Deutschland – Stuttgart.Mannheim.Tübingen.Berlin. Begleitbuch zur Ausstellung zum Hugo-Wolf-Jahr 2003
- 100 Jahre Mörike–Wolf – Ein Lesebuch. Programme, Gedichte, Interpretationen, Essays
- 150 Jahre Hugo Wolf. Ausstellungskatalog zur Jubiläumsausstellung im Landesmuseum Württemberg 2010

## Medienresonanz
- Beitrag „Hugo-Wolf-Akademie“ für SWR2 Musik aktuell am 12. März 2010, 15–16 Uhr, Autorin: Antonia Bruns.
- Beitrag zum Geburtstagsprogramm der Internationalen Hugo-Wolf-Akademie für DLF Studiozeit am 15. März 2010, 20.10 – 21.00 Uhr, Autorin: Ines Stricker.
- Kritiken zu den Veranstaltungen der IHWA findet man auf der Homepage der Internationalen Hugo-Wolf-Akademie unter Galerie / Kritiken